# Richard Morales
Richard Javier Morales Aguirre (Las Piedras, 1975. február 21. –) uruguayi válogatott labdarúgó.

## Pályafutása

### Klubcsapatban
1996-ban a Platensében kezdte a pályafutását, majd 1997-ben a Basáñezben folytatta. 1999 és 2002 között a Nacionalban játszott és három bajnoki címet szerzett. 2003-ban Spanyolországba szerződött az Osasuna csapatához, ahol 2005-ig játszott. 2005-től 2007-ig a Málaga játékosa volt. A 2007–08-as szezonban a Nacionalban szerepelt. 2008 és 2009 között a brazil Grêmióban játszott. 2009-ben az ecuadori LDU Quito színeiben három mérkőzésen lépett pályára. 2010-ben a Fénix színeiben fejezte be a pályafutását. 

### A válogatottban
2001 és 2005 között 27 mérkőzésen szerepelt az uruguayi válogatottban és 6 gólt szerzett. Részt vett 2001-es és a 2004-es Copa Américán, valamint a 2002-es világbajnokságon, ahol a Dánia és a Szenegál elleni csoportmérkőzésén csereként lépett pályára. Utóbbi találkozón gólt is szerzett.

## Sikerei, díjai
Nacional
- Uruguayi bajnok (3): 2000, 2001, 2002

Uruguay
- Copa América bronzérmes (1): 2004